# Carl V. Petersen (kunsthistoriker)
 Der er flere personer med dette navn, se Carl Petersen.
Carl Vilhelm Petersen (3. september 1868 i Slagelse – 17. juli 1938 i Birkerød) var en dansk kunstkritiker og kunsthistoriker.
Petersen blev student 1887 fra Roskilde Katedralskole og tog filosofikum året efter.
Derefter begyndte han at skrive litteratur- og teateranmeldelser til Sorø Amtstidende. Efter studieophold i bl.a. Frankrig, hvor han i årene 1901-06 residerede i Paris, redigerede Petersen 1909-10 Kunstbladet sammen med Vilhelm Wanscher og skrev derefter aktuel kunstkritik især i Tilskueren. I 1917 udgav han på forlaget Dansk Kunsthandel en monografi om maleren Niels Larsen Stevns.
I sit kunsthistoriske virke var han koncentreret om 1800-tallets danske og franske kunst, og 1923 blev han direktør for Den Hirschsprungske Samling. Petersen var en engageret talsmand for de kunstnere, der stiftede Grønningen i 1915, senere for de abstrakt-surrealistiske kunstnere omkring sammenslutningen Linien, bl.a. sønnen Vilhelm Bjerke Petersen, som han havde fået i ægteskab med Anna Ihlen, f. Bjerke.
Han er begravet på Sankt Mikkels Kirkegård i Slagelse.